# Snowdenia
Snowdenia là một chi thực vật có hoa trong họ Hòa thảo (Poaceae).

## Loài
Chi Snowdenia gồm các loài: